# Mormaço (filme)
Mormaço é um filme de drama da Enquadramento Produções e Duas Mariola Filmes, que conta com roteiro de Marina Meliande e Felipe Bragança e direção de Marina Meliande. O filme estreou em 9 de maio de 2019 nos cinemas. Estrelado por Marina Provenzzano e Pedro Gracindo. O filme conta a história das remoções das casas da Comunidade Vila Autódromo para a construção das obras para a realização da Olimpíada do Rio 2016, dando destaque para desigualdade social e a especulação imobiliária na cidade do Rio de Janeiro em todo este processo.

## Sinopse
Ana (Marina Provenzzano) é uma defensora pública em inicio de carreira, que foi escolhida para atuar em defesa dos moradores da Comunidade Vila Autódromo; que são forçados a sair do lugar onde moram por conta das iniciativas do Poder Público, estimulado por agentes da especulação imobiliária local, a pretexto da realização das obras para as Olimpíada do Rio 2016. É contra toda esta situação que Ana vai ter que enfrentar, além de seus próprios problemas pessoais
Em paralelo a esta situação na Vila Autódrómo, Ana ainda tem que lidar com seus dois dramas pessoais a desocupação do edifício onde reside provocado por uma construtora que quer comprar o prédio inteiro para substituí-lo por um hotel de luxo na Zona Sul do Rio de Janeiro, e uma doença dermatológica não identificada que aparece em seu corpo misteriosamente logo após ela ter iniciado um relacionamento amoroso.

## Elenco
- Marina Provenzzano como Ana
- Pedro Gracindo como Pedro
- Analu Prestes como Dona Rosa
- Igor Angelkorte como Lucas
- Rafael Logan como Morador
- Alexandre Mofatti como Procurador
- Márcio Vito como Doutor Souza
- Thelmo Fernandes como Eduardo
- Jitman Vibranovski como Secretário de Habitação

## Seleções e Prêmios

### Brasil
- Festival de Cinema de Gramado
- Festival do Rio
- Mostra Internacional de Cinema de São Paulo

### Internacional
- Festival Internacional de Cinema de Roterdão (Holanda)
- Festival Luso-Brasileiro de Santa Maria da Feira (Portugal)
- Festival de Cinema Latino-Americano de Toulouse-Cinélatino - Rencontres de Toulouse (França)
- Festival de Cinema de Munique (Alemanha)
- BIFAN - Bucheon Int Fantastic Film Festival (Coréia do Sul)